# Francescas
Francescas ist eine französische Gemeinde im Département Lot-et-Garonne in der Region Nouvelle-Aquitaine und zum Kanton L’Albret. Die 732 Einwohner (1. Januar 2022) zählende Kleinstadt liegt auf einem der französischen Abschnitte des Jakobsweges nach Santiago de Compostela.

## Geografie
Francescas befindet sich in der historischen Region Armagnac im Herzen der Gascogne, die vor allem wegen des dort produzierten Weinbrandes, des Armagnac, bekannt ist. Die typische Kleinstadt der Gascogne liegt nahe der Baïse, einem Nebenfluss der Garonne.

## Geschichte
Francescas gehörte im 11. Jahrhundert zu der Zisterzienserabtei Gourdon in der Region Midi-Pyrénées in Frankreich.
La Hire, ein Gefährte von Jeanne d’Arc, hatte hier zeitweise einen seiner Wohnsitze.
Der Bau der kleinen Stadt datiert noch vor dem der Stadt Agen, die meisten Orte und Städte stammen erst aus dem 12. und 13. Jahrhundert.
Im Jahre 1369 schenkte der König Karl V. dem Comte d’Armagnac die Festung Francescas.
1264 wurde Francescas auch der Sitz einer Vogtei, welche bis zur Revolution Bestand hatte.
Die Kirche und die Stadt werden 1161 mit den Gütern der Abtei von Condom aufgelistet, berichtet P. Simon, was zur Folge hatte, dass das Kloster von Condom diesen Ort übernommen hatte. Die Vogtei wurde im Jahr 1264 belagert.
Der Abt von Condom und der König vereinbaren 1285 den Abschluss eines „pareage“, nach feodalem Recht die Übernahme der Rechte und Pflichten für die Stadtrechte, welche damals 4 Konsuln besaß.
1286 wird ein Feldlager erwähnt, welches von dem Abt von Condom und dem König von Frankreich angeführt wurde.
Das Dorf hat sich um die Kirche herum formiert, von dem Wohnsitz des Abtes bis zum zentralen Platz; eine lange Entwicklung mit dem Entstehen von verschiedenen Parzellen wie üblich im Mittelalter.
Der Anteil des Bischofs von Condom wurde 1576 versteigert und im Jahr 1582 von dem Herrn von Lasserre, Jean-Paul's Esparbes Lussan, erstanden.
Sein Wohnhaus befand sich in der Nähe der Porte de Larque, wohl eine Fortsetzung des alten bischöflichen Hauses.
Die Ansiedlung wurde von Befestigungen mit vier Toren, welche sich nach Bordeaux, Puits, Larque und Ligardes öffneten, umschlossen.
Eine Zitadelle wurde am Ende des 16. Jahrhunderts erwähnt.
1590 wurden zwei Wohnhäuser abgerissen, um die Sicherheit der Bewohner zu gewährleisten.
Mitte des 16. Jahrhunderts bis 1621 wurde Francescas durch die Religionskriege belastet, die Mauern mussten nach vielen Kämpfen stets erneuert werden.
Das Tor de Larque wurde zu Beginn des 17. Jahrhunderts wieder aufgebaut.
Mitte des 17. Jahrhunderts entschied der Stadtrat die Straßen zu pflastern.
Um 1660 wurde das Tor von Bordeaux zerstört und von 1770 bis 1780 wurden alle Stadtmauern, welche keinen Nutzen mehr hatten, abgerissen.
Einige Häuser wurden in der zweiten Hälfte des 18. Jahrhunderts wieder aufgebaut und die Stadt vergrößerte sich entlang den Ausfallstraßen, besonders gegen Norden und Osten.
Heute zeugen nur noch die Häuser im Ortskern von den vergangenen Jahrhunderten.
Francescas hat trotz alle dem die Form einer ovalen Bastide erhalten können.

### Bevölkerungsentwicklung
| Jahr      | 1962 | 1968 | 1975 | 1982 | 1990 | 1999 | 2009 | 2018 |
| Einwohner | 679  | 589  | 601  | 601  | 625  | 714  | 698  | 742  |

## Wirtschaft
Die wesentlichen Wirtschaftszweige sind der Dienstleistungssektor (30 %) und hier insbesondere der Tourismus. In der Landwirtschaft, wichtigster Teil der Aktivitäten,  sind immer noch circa 60 % der Bevölkerung tätig. Ein großer Teil der industriellen Beschäftigung beruht auf der Lebensmittelindustrie. An landwirtschaftlichen Produkten werden erzeugt: Getreide, Obst und Wein. Im Bereich der Viehzucht werden Enten, Gänse und Rinder gehalten. Weiterhin werden der Weinbrand Armagnac und Stopfleber (Foie Gras) erzeugt.

## Verkehrsanbindung
Die nächste größere Stadt ist Agen; man erreicht sie in nordöstlicher Richtung über die D931 nach rund 27 Straßenkilometern. Die nächsten französischen Großstädte sind Toulouse (117 km) im Südosten und Bordeaux (124 km) im Nordwesten.
Der nächste internationale Flughafen ist der International Airport Toulouse Blagnac und der nächste Bahnhof befindet sich in Agen an der TGV-Strecke Paris – Toulouse. An das französische Fernstraßennetz ist Francescas über die Autoroute A62 Toulouse-Nord – Bordeaux und die Ausfahrten 7 (Périgueux) bzw. 8 (Valence-d’Agen) angebunden.

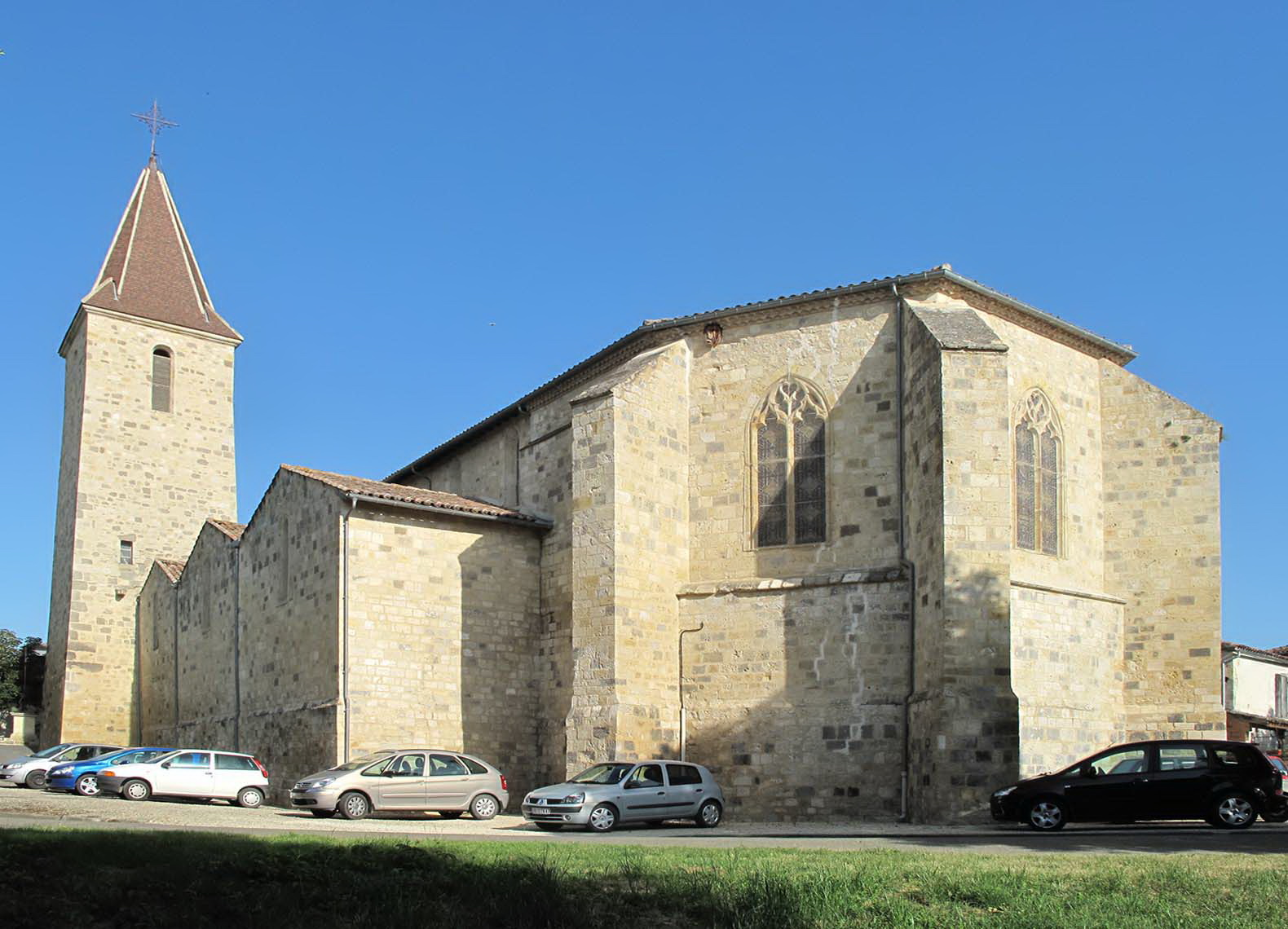
Kirche Notre-Dame

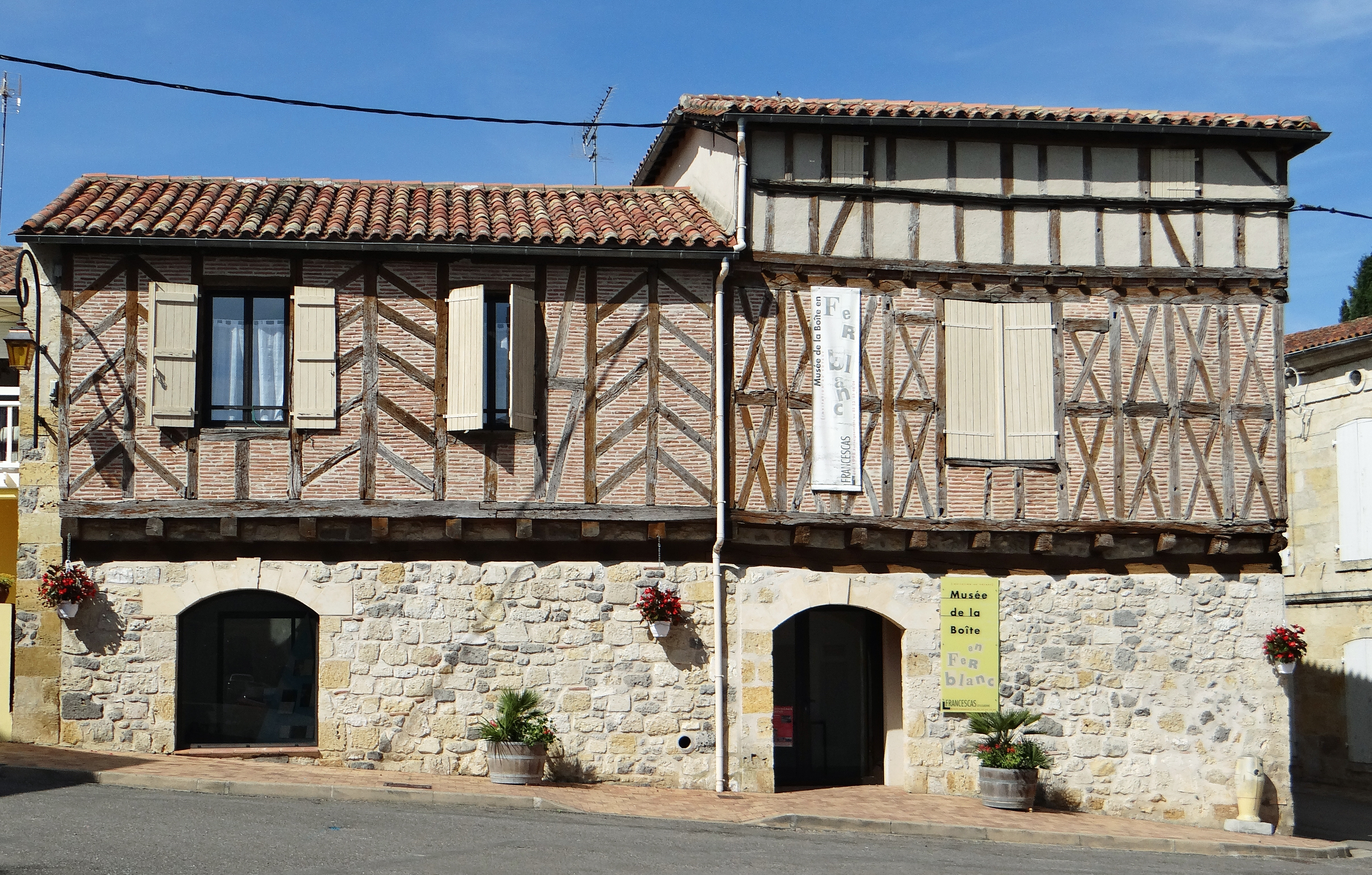
Weißblech- und Blechdosen-Museum